# American Music Records

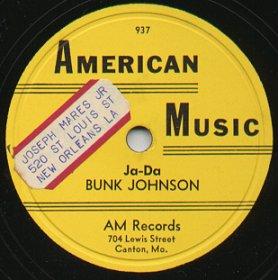
Label van een 78 toerenplaat van Bunk Johnson

American Music Records is een Amerikaans platenlabel, dat traditionele jazz uit New Orleans uitbrengt.
Het label werd in 1944 opgericht door muziek-historicus en componist William Russell, die het label vrijwel zijn hele leven lang runde. Hij begon ermee om muziek uit te brengen van vroege jazz-musici als Bunk Johnson en George Lewis, door hem opgenomen in New Orleans. Het label, eerst gevestigd in Williams' woonplaats Canton, verhuisde in de jaren zestig naar New Orleans. In de jaren zeventig werden veel platen van het label opnieuw uitgebracht door Storyville Records. Rond 1990 werd het label overgenomen door George H. Buck van Jazzology Records, die de platen daarna op cd ging uitbrengen. Op American Music Records heeft Buck ook platen van andere labels, zoals Icon Records op cd uitgebracht.